# Dorfkirche Altensalzwedel

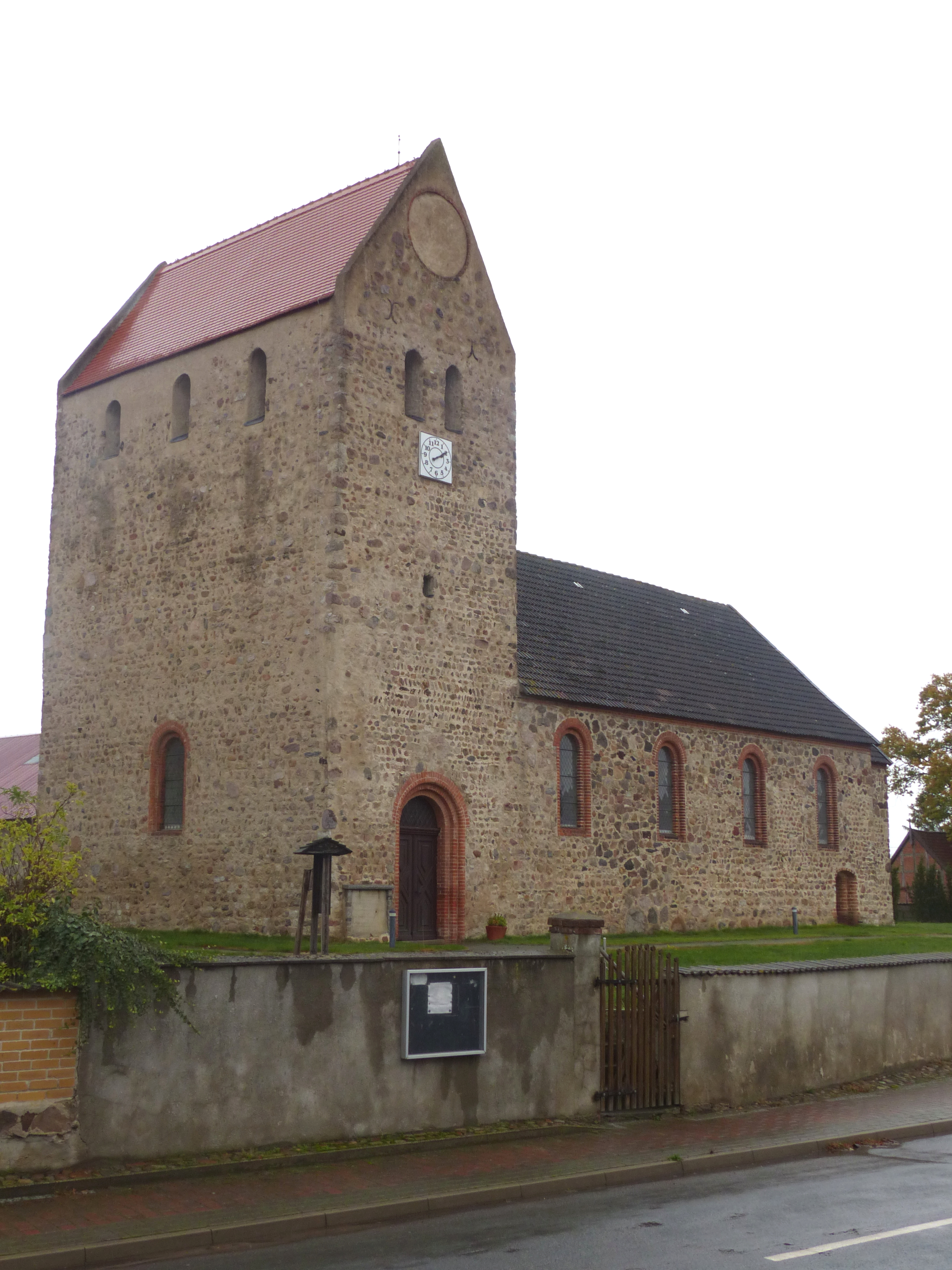
Dorfkirche Altensalzwedel

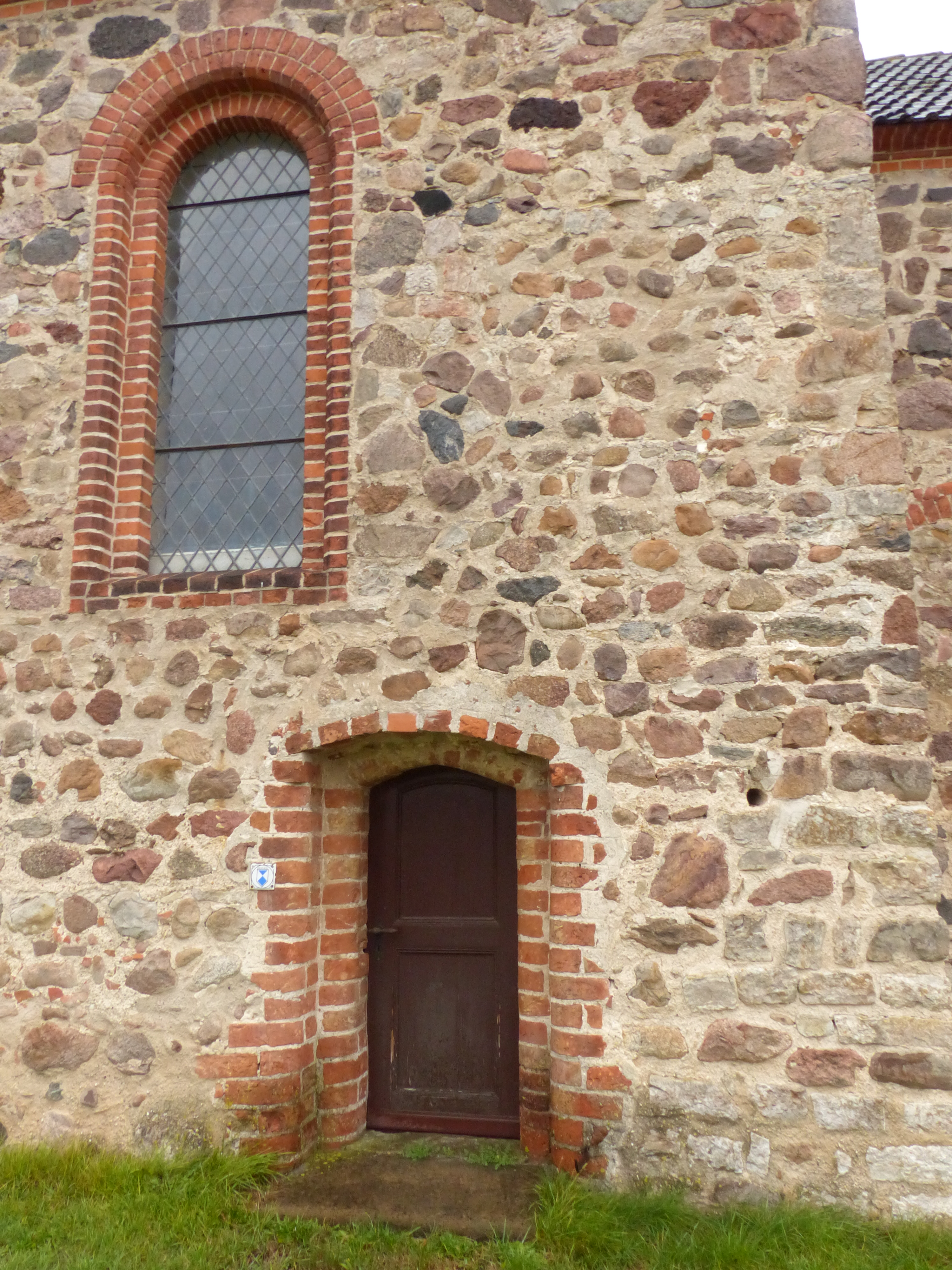
Spätgotische Nebenpforte

Die evangelische Dorfkirche Altensalzwedel ist eine romanische Saalkirche im Ortsteil Altensalzwedel der Gemeinde Apenburg-Winterfeld im Altmarkkreis Salzwedel in Sachsen-Anhalt. Sie gehört zum Pfarrbereich Apenburg im Kirchenkreis Salzwedel der Evangelischen Kirche in Mitteldeutschland.

## Geschichte und Architektur
Die Dorfkirche Altensalzwedel gehört zu den größten Dorfkirchen der nordwestlichen Altmark. Die Saalkirche mit langgestrecktem, ursprünglich sehr niedrigem Schiff, stark eingezogenem quadratischem Chor und Westquerturm wurde vermutlich in der Mitte des 12. Jahrhunderts erbaut und im 19. Jahrhundert umgebaut. Sie ist aus ungewöhnlich kleinen Feldsteinen und Kalksteinmaterial erbaut, stellenweise in fischgrätenartig ausgebildetem Mauerwerk. Von den ursprünglichen Rundbogenöffnungen sind nur die seitlichen Chorfenster und die schmalen Klangarkaden des Turms erhalten. Reste eines ehemaligen Portals finden sich an der Nordseite des Schiffs, auf der Südseite ist eine stichbogige spätgotische Nebenpforte mit Formsteinlaibung angeordnet. Mittelalterlich sind noch der Glockenstuhl und die Dachkonstruktion des Turms. Der Haupteingang an der Turmsüdseite, die großen Rundbogenfenster und das Traufgesims aus Backstein stammen aus dem 19. Jahrhundert. Das Innere ist mit einem offenen verbretterten Dachstuhl gedeckt, der Chor ist mit einer Flachdecke versehen.

## Ausstattung
Bei der Restaurierung der Kirche im 19. Jahrhundert wurde im Altarblock ein Reliquienbehälter gefunden und ins Danneil-Museum nach Salzwedel gebracht, ist dort aber nicht mehr vorhanden. Die Ausstattung stammt im Wesentlichen aus der Mitte des 19. Jahrhunderts, davon hervorzuheben ist die neugotische Taufe aus Zinkguss mit Cherubim und Maßwerkdekor, ähnlich wie in der Kirche von Kloster Diesdorf.
Ein Kreuzigungsgemälde stammt von einem Epitaph für Albrecht III. von der Schulenburg († 1540) aus dem dritten Viertel des 16. Jahrhunderts und wurde aus der Kirche von Kloster Dambeck hierher übertragen.

## Orgel
Die Orgel ist ein Werk von Christian Carl David Beyer aus dem Jahr 1840 mit vierzehn Registern auf einem Manual und Pedal, das 1984 von der Firma Mecklenburger Orgelbau restauriert wurde. Die Disposition lautet:
| Manual (C–c3)  |      |
| Principal      | 8′ D |
| Bordun         | 8′   |
| Quintatön      | 8′   |
| Viola da Gamba | 8′   |
| Principal      | 4′   |
| Bordun         | 4′   |
| Flöte          | 4′   |
| Quinte         | 3′   |
| Octave         | 2′   |
| Cornet III     |      |
| Mixtur         | 3′   |

| Pedal (C–c1) |     |
| Subbaß       | 16′ |
| Principalbaß | 8′  |
| Baßmixtur II |     |

- Tastentraktur und Registertraktur: mechanisch
- Windladen: Schleifladen
- Koppeln: Coppel-Nebenregister
- Spielhilfe: Calcantenzug

## Glocken
Das Geläut der Kirche bestand im Mittelalter vermutlich aus drei Glocken. Die kleine Glocke stammt aus der Zeit um 1510, eine Erwähnung des Heiligen Laurentius in der Glockenumschrift lässt ein Patrozinium dieses Heiligen für diese Kirche vermuten. Die zweite Glocke entstammt der Zeit um 1300 und ist mit den Evangelistensymbolen verziert. Eine dritte Glocke von 1675 wurde 1917 abgeliefert.